# Meyer Kayserling
Meyer Kayserling (Gleidingen (ma: Laatzen), 1829. június 17. – Budapest, 1905. április 21.) bölcseleti doktor, rabbi.

## Élete
Hannover melletti Gleidingenben született, ahol atyja, Abraham Kayserling kereskedő volt. Gimnáziumi tanulmányait szülővárosában végezte; a zsidó tudományokban való további kiképeztetése céljából Gerson Josaphat halberstadti talmud-iskolájába, majd Nikolsburgba és Frankfurtba ment. Mivel szülei szegénységük miatt nem támogathatták, francia és angol leckéket adott. Innen Prágába került, ahol Solomon Judah Loeb Rapoportot félévig hallgatta. Tulajdonképpeni talmud-tanulmányait Würzburgban végezte Seligman Baer Bamberger vezetése alatt. Itt nyerte rabbi képesítő oklevelét is, aztán (1851) a würzburgi egyetemre iratkozott be; 1853-ban a Berlini Egyetem hallgatója volt, ahol történelmi és bölcseleti tanulmányokkal foglalkozott. Leopold von Ranke ösztönzésére megtanulta a spanyol nyelvet és búvárkodni kezdett a spanyol zsidókra vonatkozó művekben. Bölcseleti tanulmányait folytatandó, a hallei egyetemre ment és 1856-ban bölcseletdoktori oklevelet nyert. Már ismert nevű író volt, amikor 1861-ben meghívták a svájci zsidók rabbijának. Itt nagy munka várt reá: az ottani zsidók egyenjogúsításának kiküzdése; röpirataival hevesen megtámadta a klerikális pártot. Folytonos izgatásainak végre az az eredménye lőn, hogy a nemzettanács 1863 júliusában megadta a zsidóknak a polgárjogot. 1870-ben elfogadta a Pesti Izraelita Hitközség meghívását a hitszónoki székre és akkortól Budapesten működött. A spanyol tudományok terén szerzett érdemeiért az ottani tudományos akadémia tagjai közé választotta és még több külföldi tudós társaságnak is tagja volt.
Több dolgozata jelent meg a Robert Prutz szerkesztette Deutsches Museumban, Frankel Monatsschriftjében (Lipcse, 1857-68.), a Wertheimer-féle Wiener Jahrbücherben (1860-69.), a Steinschneider Hebräische Bibliographie-jában, a szentpétervári Voszhodban, a párisi Revue des études juifesben, a pesti Israel Jahrbuchban (1860. II. Josef Mendelssohn und Graf wilhelm von Schaumburg-Lippe); az Egyenlőségnek és a Magyar Zsidó szemlének is munkatársa volt. A Pierer által kiadott Lexicon der Wissenschaftenben a zsidó tudományokra vonatkozó összes cikket ő írta.

## Munkái
- Moses Mendelssohn's philosophische und religiöse Grundsätze mit Hinblick auf Lessing dargestellt, nebst einem Anhange, einige bis jetzt ungedruckte Briefe Moses Mendelssohn's enthaltend. Leipzig, 1856 (Doktori dissertatio.)
- Sephardim. Romanische Poesien der Juden in Spanien ... Uo. 1859
- Ein Feiertag in Madrid. Zur Geschichte der spanischportugiesischen Juden. Berlin, 1859
- Geschichte der Juden in Spanien und Portugal. I. Theil. Die Judenin Navarra, den Baskenländern und auf den Balearen. Uo. 1861
- Manasse ben Israel. Sein Leben und Wirken. Zugleich ein Beitrag zur Geschichte der Juden in England. Uo. 1861
- Moses Mendelssohn. Sein Leben und sein Wirken. Nebst einem Anhange ungedruckter Briefe von Moses Mendelssohn. Leipzig, 1862. (2. bőv. és jav. kiadás hasonmással. Uo. 1887)
- Der Dichter Ephraim Kuh. Ein Beitrag zur Geschichte der deutschen Literatur. Berlin, 1864
- Zum Siegesfeste. Dankopfer und Danklied von Moses Mendelssohn. Eine Reiliquie. Zum ersten Male herausgegeben und mit Einleitung versehen. Uo. 1866
- Geschichte der Juden in Portugal. Leipzig, 1867
- Die rituale Schlachtfrage, oder ist Schächten Thierquälerei? Aargau. 1867
- Das Gotteslicht. Predigt gehalten am 9. Sept. 1868. z. Einweihung der Synagoge zu Basel. Basel, 1868
- Bibliothek jüdischer Kanzelredner. Eine chronologische Sammlung der Predigten, Biographien und Charakteristiken der vorzüglichsten jüdischen Prediger. Berlin, 1870-72. Két évfolyam.
- Die Juden in Spanien und Portugal und die Inquisition von Fried. David Mocatto. Aus dem Englischen ... Hannover, 1878
- Leben Kalonymos. (Einleitung zu dem in Budapest vom Rabbi Meisel-Verein herausgegebenen Prüfstein des Kalonymos, metrisch übersetzt von W. A. Meisel.) Bpest, 1878
- Die jüdischen Frauen in der Geschichte, Literatur und Kunst. Leipzig, 1879. (Magyarul: Zsidó nők a történelem, az irodalom és művészet terén ford. Reismann Mária. Bpest, 1883. Két kötet.)
- Das Moralgesetz der Judenthums in Beziehung auf Familie, Staat und Gesellschaft. Als Manuscript gedruckt. Wien, 1882. (Névtelenül.)
- Der Wucher und das Judenthum. Bpest, 1882. (Magyarul: Az uzsora és a zsidóság. Uo. 1882. cz.)
- Die Blutbeschuldigung von Tisza-Eszlar. Uo. 1882. (Magyarul: A tisza-eszlári vérvád. Uo. 1882.)
- Mendelssohn. Gedrucktes und Ungedrucktes von ihm un düber ihn. Bearbeitet und herausg. Leipzig, 1883
- Rede, gehalten bei der Trauung der Herrn Sigmund Rosenstock mit Fäulein Eugenie Spitzer, im Cultustempel zu Budapest, den 16. September 1883. Budapest, 1883
- Was ist die Religion des Judenthums? Eine Zeitpredigt, gehalten... Nebst einem Anhange. Uo. 1885
- Handbuch der israelitischen Geschichte von der Zeit des Bibel-Abschlusses bis zur Gegenwart. Ursprünglich von E. Hecht bearb., seit der 43. Aufl. von M. K. 6. verm. Aufl. Leipzig, 1888. (Magyarul: A zsidók története a bibliai korszak befejezésétől a legújabb korig, különös tekintettel a zsidók történetére Magyarországon, irodalmi szemelvényekkel. K. Handbuch ... mű nyomán a középiskolák felsőbb osztályai, tanítóképző intézetek és családok számára ford. Csukási Fülö és Schön József. Bpest.)
- Biblioteca espanola-portugieza-judaica. Dictionnaire bibliographique des auteurs juifs, de leurs ouvrages espagnoles et portugais et des oeuvres sur et contre les juifs et le judaisme. Avec un apercu sur la littérature des juifs espagnols et une collection des proverbes espagnoles. Strassburg, 1890
- Die fünf Bücher Moses. Durchges. Text, nebst einem Wörterverzeichnisse, einer kurzen hebr. Grammatik und Conjugations-Tabellen. Prag, 1890-92. Öt kötet.
- Dr. W. A. Meisel. Ein Lebens- und Zeitbild. Bpest, 1891
- Gedenkblätter. Hervorragende Persönlichkeiten des 19. Jahrh. In kurzen Charakteristiken. Leipzig. 1892
- Christof Columbus und der Antheil der Juden an den spanischen und portugiesischen Entdeckungen. Nach zum Theil ungedr. Quellen bearbeitet. Berlin, 1894
- Die jüdische Literatur von Moses Mendelssohn bis auf die Gegenwart. Trier, 1896. (Különnyomat a Winter un dwünsche, Die jüdische Literatur seit Abschl. d. Kanons. c. munkából.)

### Magyarul
- Az uzsora és a zsidóság; Wodianer, Bp., 1882
- Zsidó nők a történelem, az irodalom és a művészet terén; ford. Reismann Mária; Révai, Bp., 1883